# Кожважи
Кожважи (мар. Кожваж) — село в Горномарийском районе Марий Эл Российской Федерации. Входит в состав Виловатовского сельского поселения.
Численность населения — 185 чел. (2010 год).

## География
Располагается в 8 км от административного центра сельского поселения — села Виловатово.

## История
Является одним из старинных селений, существовавших (под названием «деревня Большая Кожважская») ещё во времена присоединения горных марийцев в состав Русского царства. Здесь находилась резиденция «сотенного князя» Ковяжа (Кобяша).
В середине XVIII века проводилось массовое крещение горных марийцев. В 1752 году в деревне Большой Кожважской была построена деревянная церковь в честь Преображения Господня. Село стало церковным центром новокрещёных марийцев окрестных деревень. В 1819 году была построена каменная трёхпрестольная церковь в честь Преображения Господня с приделами во имя святого Николая Чудотворца и Сретения Господня.
Церковь была закрыта в 1939 году, в советское время в ней размещался сельский Дом культуры, были разрушены верхние объёмы и колокольня. Богослужения возобновились в 1999 году. В 2005 году епископ Йошкар-Олинский и Марийский Иоанн освятил главный престол во имя Преображения Господня.
В 2024 году в состав села включена деревня Шактенваж.

## Население
| 2002 | 2010 |
| ---- | ---- |
| 213  | ↘185 |

## Описание
В селе действует восстановленная Церковь Преображения Господня.
Имеется фельдшерско-акушерский пункт.

## Известные уроженцы
- Александрова Таисия Ивановна (1909—1992) — учительница математики средней школы № 11 ( г. Йошкар-Ола), Герой Социалистического Труда (1968). Дважды кавалер ордена Ленина (1960, 1968).
- Макаров Иван Пантелеевич (1915—1997) — советский государственный и партийный деятель. Депутат Верховного Совета СССР V созыва (1958—1962). Председатель Комитета народного контроля Марийской АССР (1967—1974). Член ВКП(б) с 1939 года. Участник Великой Отечественной войны.